# Scomberomorus queenslandicus
Scomberomorus queenslandicus és una espècie de peix de la família dels escòmbrids i de l'ordre dels perciformes.

## Morfologia
Els mascles poden assolir els 100 cm de longitud total i els 12,2 kg de pes.

## Distribució geogràfica
Es troba al sud de Papua Nova Guinea i al nord i est d'Austràlia (des d'Austràlia Occidental fins a Sydney, Nova Gal·les del Sud).